# Unicaja
Il Monte de Piedad y Caja de Ahorros de Ronda, Cádiz, Almería, Málaga y Antequera, meglio conosciuta come Unicaja è una banca, in particolare è la più importante entità finanziaria d'Andalusia in Spagna. La sede sociale è a Malaga mentre il CED (Centro di Elaborazione Dati) si trova a Ronda. Il codice BIC è UCJAES2M. Il presidente è il sivigliano Braulio Medell Camara.

## Storia

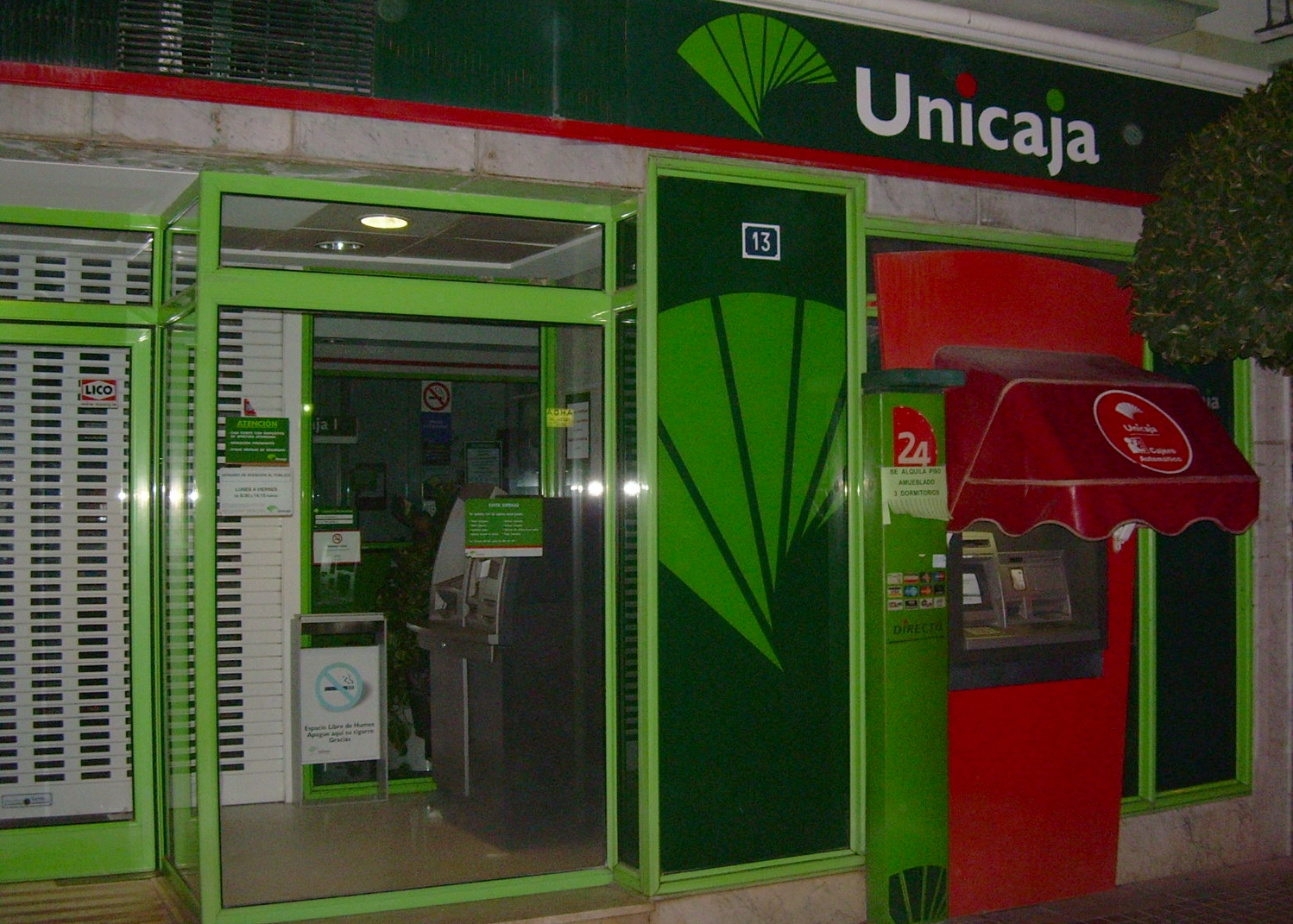
Succursale dell'Unicaja

Venne creata il 18 marzo 1991 dalla fusione delle banche:
- Monte de Piedad y Caja de Ahorros de Ronda.
- Caja de Ahorros y Monte de Piedad de Cádiz.
- Monte de Piedad y Caja de Ahorros de Almería.
- Caja de Ahorros Provincial de Málaga.
- Caja de Ahorros y Préstamos de Antequera.

Nell'anno 2005 contava 854 succursali, ripartite per le provincie di Malaga, Cadice, Almeria, Siviglia, Huelva, Cordova, Jaén, Granada, Albacete, Ciudad Real, Madrid, Toledo, Valencia e Murcia e le città autonome di Ceuta e Melilla.
È sponsor di diverse squadre sportive professionali tra cui si spiccano quella di pallacanestro di Malaga ed il club di pallavolo d'Almeria (Club Voleibol Almería).